# Mother/Android
Mother/Android (bra: Mãe x Androides; prt: Mother/Android) é um filme de suspense de ficção científica pós-apocalítico estadunidense de 2021, escrito e dirigido por Mattson Tomlin em sua estreia na direção de longas-metragens. É estrelado por Chloë Grace Moretz, Algee Smith e Raúl Castillo. O filme conta a história de uma mulher grávida e seu namorado que batalham para chegar a Boston em meio a uma revolta das máquinas. Foi lançado em 17 de dezembro de 2021, no Hulu.

## Enredo
Na véspera de Natal, em algum momento no futuro, Georgia Olsen descobre que está grávida. O pai da criança, seu namorado, Sam Hoth, a pede em casamento. Georgia, no entanto, está incerta tanto sobre o relacionamento quanto sobre seu desejo de ser mãe. Ela decide não contar aos pais.
Esquecendo o celular em casa, Georgia vai a uma festa de Natal da faculdade com Sam. Um androide chamado Eli, de propriedade dos Olsens, deseja feliz Halloween a Sam em vez de Natal, dando o primeiro sinal de que algo está errado.
Na festa, um guincho estridente pode ser ouvido de repente e logo depois, um androide fica violento. Ele ataca Georgia e Sam, que fogem da casa. Os smartphones começam a explodir inesperadamente, matando seus usuários e levando a uma revolta das máquinas.
Nove meses depois, Georgia, esperando seu bebê, se refugiou na floresta com Sam. O casal está tentando chegar a Boston, que está fortificada. Eles ouviram rumores sobre um barco que está transportando novas mães para a Ásia, onde podem viver uma vida tranquila.
Eles evitam todas as estradas e viajam pela floresta, até chegarem a um acampamento militar. Enquanto Georgia é examinada por um médico, Sam tenta descobrir como chegar a Boston. À noite, ele briga com um dos soldados e ele e Georgia são expulsos do acampamento no dia seguinte. Eles seguem em frente, até encontrarem uma casa abandonada, onde passam a noite. Sam encontra uma moto velha e a conserta.
No dia seguinte, o casal consegue viajar mais rápido na moto velha. Enquanto estão parados em um rio, eles são avistados por um androide, que os persegue. Logo, vários outros androides o perseguem, acompanhados por drones. Sam deixa Georgia e tenta atrair os androides para longe na moto. Enquanto isso, Georgia conhece um homem camuflado que se oferece para ajudá-la. Ele acaba se revelando ser um programador de IA que diz a ela que os androides aprenderam a hackear seu software. Ele se apresenta como Arthur.
De manhã, Georgia acorda com contrações. Ela diz a Arthur que precisa encontrar Sam, e ele a leva até onde seu parceiro está detido. Eles se aproximam de um prédio patrulhado por androides, de onde se ouvem gritos de dor. Arthur dá a Georgia um colete camuflado, que ele afirma que a esconderá. Ela caminha pelo prédio, procurando por Sam, sem ser vista pelos androides. Ela o encontra em um dos quartos, com as pernas muito quebradas. Enquanto ela liberta Sam, outro prisioneiro tenta chamar a atenção dos androides. Georgia arrasta Sam para uma grande garagem. Ela desmaia com as contrações e, quando eles estão prestes a ser presos, Arthur intervém, esfaqueando um androide e salvando-os. Georgia entra em trabalho de parto na caminhonete de Arthur. Ela acorda em uma clínica hospitalar, com Sam ao lado dela. Uma enfermeira informa que o parto da cesariana correu bem e que eles têm um menino. O casal dá ao filho o nome de Forest e Sam tira uma foto da família.
Mais tarde, Georgia é interrogada por um oficial de segurança. Ela conta a ele o que ela e Sam passaram e menciona o colete. O oficial diz a ela que essa tecnologia de camuflagem não existe. Georgia então percebe que Arthur é um androide e que a enganou. Em instantes, a energia acaba e a base é atacada. Georgia tenta acordar Sam, mas sem sucesso. Ela desce para tentar ativar o EMP do perímetro da base e é confrontada por Arthur. Ela atira no rosto dele repetidamente, matando-o. Ela consegue ativar o EMP e volta até Sam
Quando Georgia acorda novamente, Sam está acordado. Junto com Forest, eles seguem para o porto, onde os oficiais estão carregando um barco com destino à Coreia. Eles só podem levar Forest, já que Georgia e Sam, que estava sem pernas, seriam um fardo. Depois de implorar sem sucesso, Georgia é convencida por Sam a deixar Forest ir e ter uma vida melhor. Ela então embarca em um comboio militar para Portland sozinha, enquanto fica implícito que Sam morreu devido aos ferimentos.

## Elenco e personagens
- Chloë Grace Moretz como Georgia Olsen
- Algee Smith como Sam Hoth
- Raúl Castillo as Arthur
- Linnea Gardner como Sarah
- Kiara Pichardo como Lisa
- Oscar Wahlberg como Derrick
- Christian Mallen como Kevin
- Jared Reinfeldt como Connor
- Liam McNeill como Daniel
- Stephen Thorne como Eli
- Jon F. Merz como Sr. Olsen
- Tamara Hickey como Sra. Olsen
- Jason Bowen como Tenente de Boston
- Hana Kim como Oficial coreano
- Benz Veal como Patrulheiro
- Will Lyman como Capitão
- Owen Burke como Oficial Norton
- Kate Avallone como Doutora Howe

## Produção
Em setembro de 2020, Chloë Grace Moretz, Algee Smith e Raúl Castillo se juntaram ao elenco do filme, com Mattson Tomlin dirigindo e roteirizando, com Matt Reeves e Bill Block definidos para produzir o filme sob seus estúdios 6th & Idaho Motion e Miramax, respectivamente.

### Roteiro
Alguns anos depois de se formar na escola de cinema, Tomlin lutou para escrever seu primeiro filme, até que decidiu se concentrar vagamente em uma história muito pessoal, a de sua própria adoção. De acordo com o roteirista, isso se tornou uma carta de amor pessoal para seus pais biológicos. Em entrevista ao Collider, Tomlin disse: "Nasci após a revolução romena e pensei em mudar isso para a revolução dos robôs".

### Filmagens
As gravações começaram em setembro de 2020 e duraram até novembro, com a maior parte do filme sendo localizada em Massachusetts. O centro da cidade de Boston foi usado como cenário para a colônia humana, enquanto o Lynn Woods Reservation foi o local da fortaleza androide.

## Lançamento
Em 10 de março de 2021, o Hulu adquiriu os direitos de distribuição do filme nos Estados Unidos. Foi lançado em 17 de dezembro de 2021. A Netflix adquiriu os direitos internacionais de streaming do filme e o lançou em todas as outras regiões em 7 de janeiro de 2022.

## Recepção
O site agregador de resenhas Rotten Tomatoes fez uma amostra de 38 críticos e julgou 32% das críticas como positivas, com uma classificação média de 4,80/10. O consenso dos críticos do site diz: "Mother/Android transcende suas limitações orçamentárias em um nível visual -- infelizmente, esse drama de ficção científica é menos bem-sucedido na frente narrativa." O Metacritic, que usa uma média ponderada, atribuiu Mother/Android uma pontuação de 43 em 100, com base em 12 críticos, indicando "críticas mistas ou médias".
Lena Wilson, do The New York Times, comentou que o filme "oferece pouco em termos de construção de mundo" e que a razão por trás da revolta dos androides é vaga e confusa. Ela mencionou que, por causa disso, "Acaba oferecendo amplo espaço para o forte núcleo emocional do filme, mas pode ser irremediavelmente perturbador". Micheal Ordoña, do Los Angeles Times, concordou, dizendo que, para aproveitar ao máximo o filme, eles teriam que se concentrar no "relacionamento e missão dos personagens principais de colocar o bebê em segurança ao invés de deixar os detalhes confusos". Ele observou que embora a história tenha uma "ressonância emocional" com os cineastas, referindo-se à situação da vida real em que foi baseada, sua execução não foi "imediata ou aterrorizante como se imagina".